# Vysoká (Svitavyi járás)
Vysoká település Csehországban, a Svitavyi járásban. Vysoká Ludmírov, Kladky, Bouzov, Březinky, Hartinkov és Chornice településekkel határos. Lakosainak száma 40 fő (2024. január 1.).

## Népesség
A település lakosságának változását az alábbi diagram mutatja:
| Lakosok száma | 149  | 139  | 123  | 66   | 45   | 36   | 32   | 40   | 38   | 40   |
|               | 1869 | 1890 | 1921 | 1950 | 1980 | 2001 | 2017 | 2019 | 2022 | 2024 |